# Vatnsoyrar
Vatnsoyrar este un oraș din Insulele Faroe.